# Karel Absolon
Karel Vítězslav Absolon (16. června 1877 Boskovice – 6. října 1960 Brno) byl moravský krasový badatel a jedna z velkých postav evropské archeologie první poloviny 20. století. 

## Životopis
Narodil se v rodině Vilibalda Absolona (1843–1882) a Karolíny Wankelové (1855–1941). Měl sestru Olgu Stránskou (1873–1927) a nevlastního bratra Vladimíra Bufku (1887–1916). Byl vnukem archeologa a speleologa Jindřicha Wankela (1821–1897). S manželkou Valerií roz. Minkusiewiczovou (1895–1988) měl dvě děti: Karla (1926–2009) a Valerii Blockovou (1922–2005).

### Kariéra
Po absolutoriu klasického gymnázia v Brně vystudoval v Praze zoologii a roku 1907 se habilitoval na soukromého docenta fyzického zeměpisu. Již od konce 19. století se věnoval exploraci Sloupských jeskyní a sběru jeskynního hmyzu. Roku 1908 nastoupil jako kustod zoologických sbírek do Moravského zemského muzea v Brně, kde vybudoval a vedl diluviální oddělení, zabývající se čtvrtohorami. Paleolitem se začal zabývat až od roku 1918, když ve svém oddělení uspořádal zakoupené sbírky M. Kříže a K. J. Mašky. Rozhodujícím podnětem byl dopis vídeňského profesora J. Bayera, upozorňující na Freisingovy úspěšné sondáže v dosud nedotčených Dolních Věstonicích. Absolon okamžitě pochopil možnost završit slavné objevy svých předchůdců a dobýt si světového jména. Po dalších 15 let na tomto programu systematicky pracoval – získával subvence na výzkum, organizoval zájezdy novinářů, získával sponzory expozice Anthropos na brněnském výstavišti. Své výzkumy popularizoval četnými přednáškami, účastí na mnoha kongresech a bohatě ilustrovanými články v nejrozšířenějším společenském časopise The Illustrated London News.

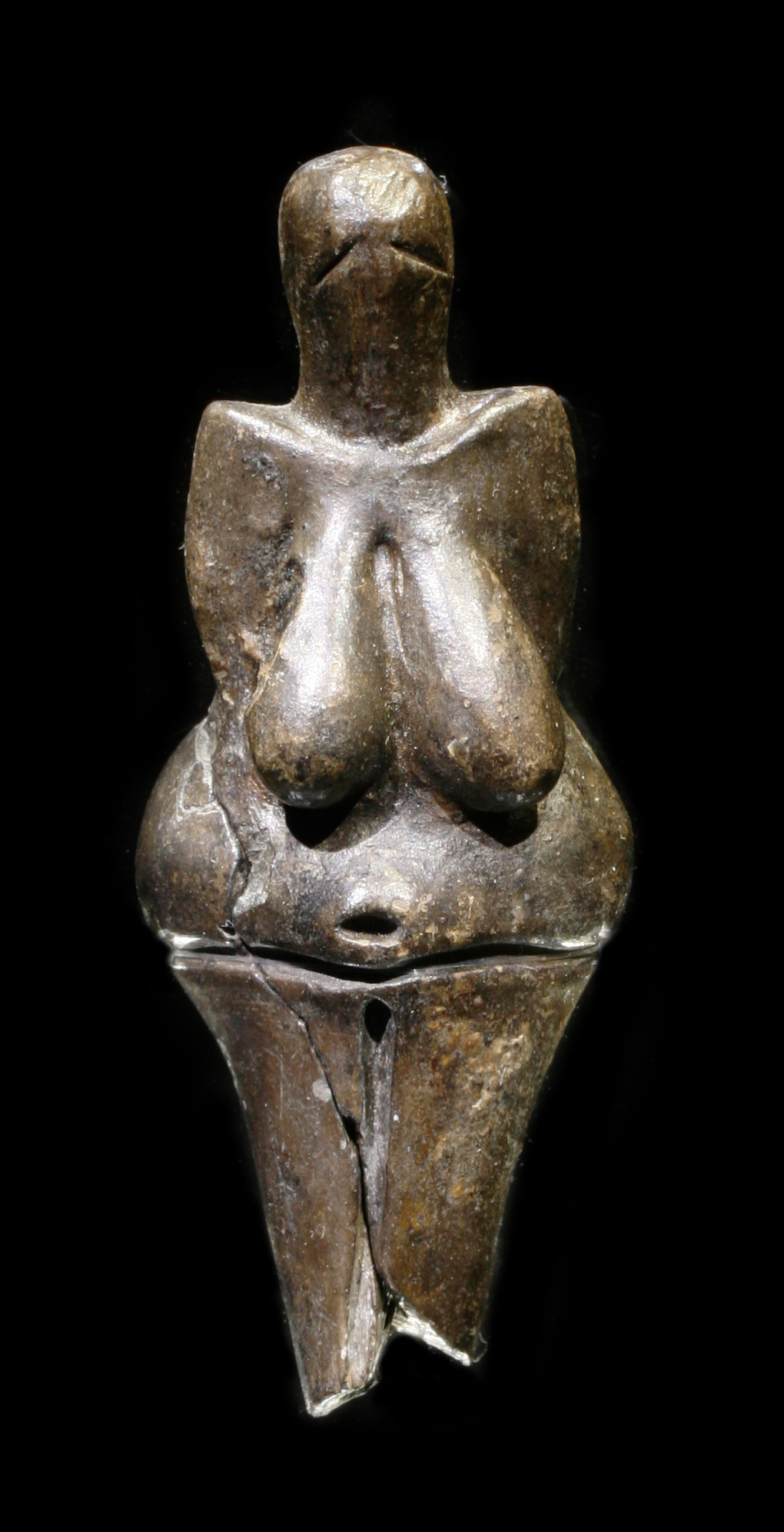
Věstonická venuše

Ke svým padesátinám získal roku 1927 na Karlově univerzitě křeslo „bezplatného řádného profesora pro obor geografie, paleoanthropologie a zoogeografie“. Mezi lety 1925 a 1930 nechal paralelně s Věstonicemi zkoumat jeskyni Pekárnu, ale poněvadž mnoho cestoval a současně organizoval objevné práce v okolí Macochy (zpřístupněné roku 1933 „vodní cestou“ na podzemní Punkvě), navštěvoval své vykopávky jen zřídka. V Dolních Věstonicích je de facto prováděl jeho laborant Emanuel Dania, v Pekárně německý učitel Rudolf Czižek.
Z paleolitických lokalit se zajímal ještě o Ondratice a Otaslavice (hlavně o tzv. gigantolity). V Předmostí, ničeném cihelnami, občas zorganizoval záchranné akce a výkupy nálezů od místních dělníků. V zájmu komplexního výzkumu moravského paleolitu shromáždil několik specialistů různých oborů (archeologa J. Skutila, geologa K. Zapletala a paleontologa A. Stehlíka). Společně sestavili první interdisciplinární „zprávu čs. subkomise“ pro výzkum fosilního člověka, pod jejíž hlavičkou poté Absolon publikoval výzkumy. Své názory prosazoval s neochvějnou jistotou a intolerancí: starý paleolit na českém území neexistoval, ze středního jen tzv. šipkien, když neandertálci sestoupili pod tlakem nastupujícího posledního zalednění z Alp do nížin. Nejstarší souvislé osídlení lze shrnout do křemencového „preaurignacienu“, který přišel z východu a pokračoval tzv. „vyvinutým aurignacienem“, tj. kulturou lovců mamutů (dnes gravettien). Podobně nerozpoznával na českém území žádný mezolit, místo něj předpokládal hiát, doložený sintrovou vrstvou v Pekárně; tamní profil prohlásil za „klasický“. Ze zahraničních badatelů kritizoval toto pojetí zejména L. Zotz, zatímco čeští archeologové se s ním rozloučili v tichosti.

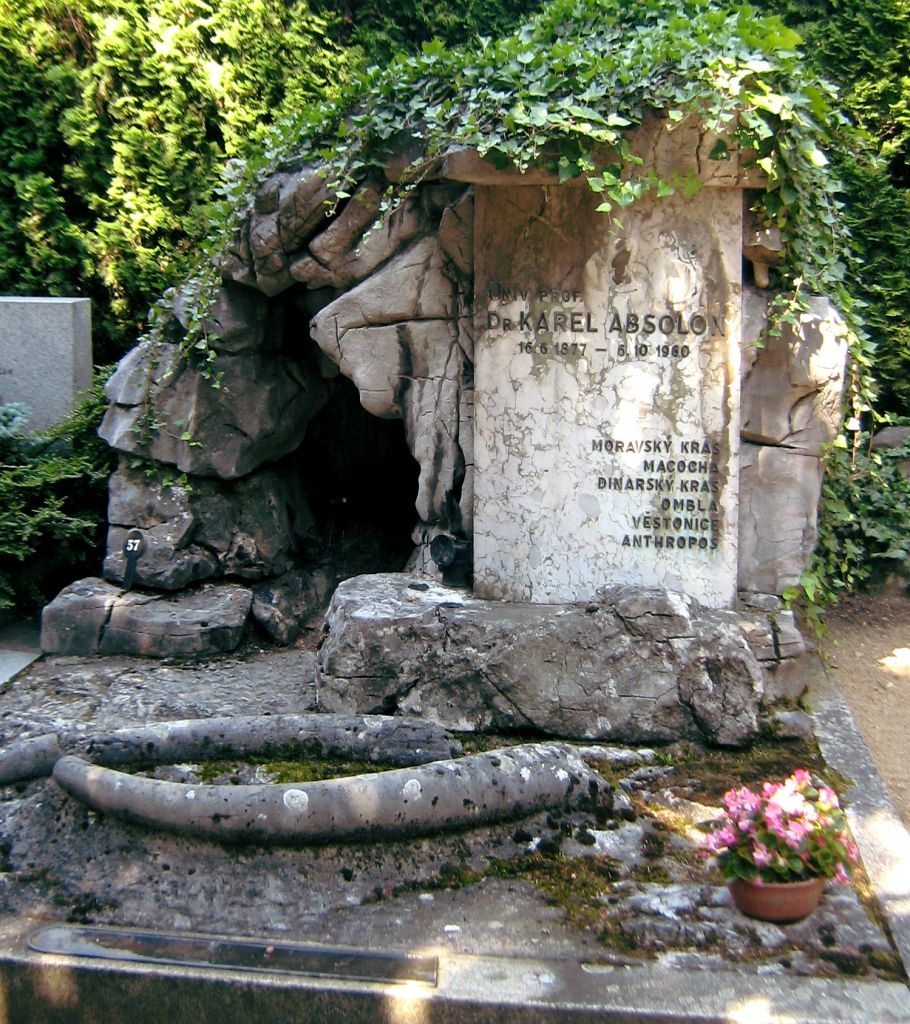
Hrob Karla Absolona

Absolonův největší cíl – vybudování vědeckého ústavu Anthropos pro výzkum pleistocenního člověka – se nepodařilo realizovat ani za první republiky (4. listopadu 1938 byl penzionován), ani za protektorátu, kdy mu druhé (již říšskoněmecké) vedení MZM přestalo naslouchat. Po válce se již ke svým projektům nedostal, ale ve svém bytě na Všetičkově ulici ochotně přijímal mladé adepty speleologie a archeologie, např. J. Jelínka a K. Valocha. Na základě svých 10 balkánských výprav z let 1908–1922 psal rozsáhlá kompendia jihoslovanské krasologie a biospeleologie, jejichž vydání se mohl dočkat jen stěží. Univerzitní vzdělání v oboru archeologie Absolon postrádal, ale nesmírná pracovitost, organizační génius a propagační talent způsobily, že jeho jméno dodnes vyvolává představu velkých archeologických a speleologických objevů.[zdroj?] Obrovská knihovna, kterou shromažďoval po celý život, je dnes uložena v jeho památníku v Ústavu Anthropos Moravského zemského muzea v Brně. Škoda, že nenapsal žádnou populárněji laděnou knihu o svých paleolitických výzkumech – dvoudílná monografie o jeho výbojích v Moravském krasu (Praha 1970) dokazuje, že by to jistě byla poutavá četba.
Jeho zásluhy ve vědních oborech zoologie, geografie, paleontologie, speleologie a archeologie byly oceněny členstvím v Královské české společnosti nauk (dopisující člen od 7. ledna 1925, vyškrtnut akčním výborem 14. 5. 1948), mimořádným členem České akademie věd a umění byl zvolen 18. října 1929.

### Nejvýznamnější objevy
- sídliště lovců mamutů u Dolních Věstonic s objevem tzv. Věstonické venuše
- objev Punkevních jeskyní v Moravském krasu a jejich propojení s propastí Macochou

## Dílo (výběr)
- Kritické úvahy o moravské zvířeně jeskynní – Prostějov: Klub přírodovědecký [dále jen KP], 1899[7]
- Studie o jeskynních šupinuškách – Prostějov: KP, 1900[8]
- Systematický přehled fauny jeskyň moravských – Prostějov: KP, 1900[9]
- Výzkum spodního patra jeskyň sloupských – Olomouc: Vlastenecký muzejní spolek [dále jen VMS], 1900[10]
- Propasť Macocha na Moravě: dle výzkumných výprav z roku 1901 a 1903 – Praha: KČT, 1904[11]
- Problem podzemních toků Punkvy v dějinném svém vývoji od století XVII. do let 80tých minulého století: příspěvek ku historické geografii Moravy – Prostějov: KP, 1909[12]
- Zeměpisné výzkumy vykonané v Krasu moravském roku 1904–1911 – Praha: v. n., 1911[13]
- Krápníkové jeskyně Punkvina a Kateřinská: stručný průvodce – Brno: v. n., 1911[14]
- Kras moravský a jeho podzemní svět – Praha: Alois Wiesner, 1911[15]
- Kras moravský: monografie krasových zjevů v devonských vápencích planiny Drahanské. D. 1., Poloslepá údolí Sloupské i Holštýnské, ostrovský i Suchý Žleb a jich ponorné okrsky – Praha: Alois Wiesner, 1912[16]
- Průvodce Moravským Krasem, zejména jeho krápníkovými jeskyněmi v okrsku Blansko, Půnkva, Macocha, Sloup, Jedovnice: turistická a přírodovědecká příručka – Brno: Barvič a Novotný, 1912[17]